# Греве, Карстен
Карстен Греве (иногда Карстен Грив; нем. Karsten Greve; род. 15 сентября 1946, Даме, Бранденбург) — немецкий арт-дилер и издатель; владелец галереи «Galerie Karsten Greve», имеющей отделения в Кельне, Санкт-Морице и Париже — у галереи был офис и в Милане; специализируется на международном послевоенном авангарде, современном искусстве и фотоискусстве. В 2014 году был включен в список самых востребованных арт-дилеров по версии сайта Artnet.com; в 2012 и 2013 входил в список Power 100 от журнала Art + Auction (Blouin); был назван одним из самых влиятельных арт-дилеров Европы.